# Alchemilla lipschitzii
Alchemilla lipschitzii är en rosväxtart som beskrevs av Sergei Vasilievich Juzepczuk. Alchemilla lipschitzii ingår i släktet daggkåpor, och familjen rosväxter. Inga underarter finns listade i Catalogue of Life.